# 原雄二
原 雄二（はら ゆうじ、1974年12月 - ）は、日本の生理学者、薬学者（生理学・細胞生物学・生物物理学）。学位は博士（理学）（総合研究大学院大学・2002年）。静岡県立大学薬学部教授・大学院薬学研究院教授。
京都大学大学院工学研究科助手、アイオワ大学医学部研究員、東京女子医科大学統合医科学研究所テニュアトラック准教授、京都大学大学院工学研究科准教授などを歴任した。

## 概要
生理学、細胞生物学、生物物理学を専攻する生理学者である。骨格筋の幹細胞における膜張力感知イオンチャネル群に関する研究で知られている。京都大学、アイオワ大学、東京女子医科大学、静岡県立大学、などで教鞭を執った。

## 来歴

### 生い立ち
1974年（昭和49年）12月に生まれた。国が設置・運営する京都大学に進学し、薬学部の薬学科にて学んだ。1997年（平成9年）3月、京都大学を卒業した。それに伴い、学士（薬学）の学位を取得した。さらに京都大学の大学院に進学し、薬学研究科の生命薬科学専攻にて学んだ。1999年（平成11年）3月、京都大学の大学院における修士課程を修了した。それに伴い、修士の学位を取得した。さらに国が設置・運営する総合研究大学院大学に進学した。在学中に「LTRPC2 Ca2+-permeable channel activated by changes in redox status confers susceptibility to cell death」と題した博士論文を執筆した。2002年（平成14年）3月、総合研究大学院大学の博士課程を修了した。それに伴い、博士（理学）の学位を取得した。

### 生理学者として
母校である京都大学に採用されることになり、2003年（平成15年）8月に大学院の工学研究科に助手として着任した。工学研究科においては、主として合成・生物化学専攻の講義に携わった。その後、アメリカ合衆国に渡り、2005年（平成17年）10月にアイオワ大学の医学部にて研究員に就任した。ケビン・キャンベルが主宰する研究室にて指導を受けた。その後、日本に戻り、2012年（平成24年）7月に同名の学校法人が設置・運営する東京女子医科大学に採用され、統合医科学研究所にてテニュアトラック准教授に就任した。2013年（平成25年）12月、古巣である京都大学に戻り、大学院の工学研究科にて准教授に就任した。工学研究科においては、主として合成・生物化学専攻の講義を担当した。2021年（令和3年）4月1日、県と同名の公立大学法人により設置・運営される静岡県立大学に転じ、薬学部の教授に就任した。薬学部においては、主として薬科学科の講義を担当し、統合生理学分野を受け持った。この研究室は、静岡県立大学の前身の一つである静岡薬科大学にて矢内原昇が1966年（昭和41年）より主宰していた生物薬品化学教室の流れを汲んでおり、その後は星野稔、武田厚司らによって受け継がれてきた。なお、研究室は2014年（平成26年）に改称され統合生理学を冠するようになった。また、静岡県立大学の大学院においては、薬学研究院の教授を兼務することになった。大学院には研究院・学府制が導入されていることから、大学院では主として薬食生命科学総合学府の講義を担当し、統合生理学教室を受け持った。

## 研究
専門は生理学や薬学であり、特に細胞生物学、生物物理学といった分野の研究に従事している。具体的には、骨格筋の幹細胞で機能する膜張力感知イオンチャネル群についての研究に取り組んでいた。また、機械生物学の視点から、神経筋疾患の治療について研究していた。そのほか、脂質二重層間での脂質を輸送する機構の研究に取り組んでいた。さらに、亜鉛シグナリングを介した脳神経の機能の調節についても研究していた。2003年（平成15年）には「LTRPC2は、酸化・還元状態の変化により活性化し、細胞死を引き起こすCa2+透過型チャネルである」での業績により、井上科学振興財団より井上研究奨励賞を授与されている。
学術団体としては、日本生理学会、日本薬理学会、日本薬学会、日本脂質生化学会、日本筋学会、日本生化学会、日本生物物理学会、などに所属した。日本生理学会では評議員などを務め、日本薬理学会では学術評議員などを務めた。

## 略歴
- 1974年 - 誕生[4]。
- 1997年 - 京都大学薬学部卒業[5]。
- 1999年 - 京都大学大学院薬学研究科修士課程修了[5]。
- 2002年 - 総合研究大学院大学博士課程修了[5]。
- 2003年 - 京都大学大学院工学研究科助手[3]。
- 2005年 - アイオワ大学医学部研究員[3]。
- 2012年 - 東京女子医科大学統合医科学研究所テニュアトラック准教授[3]。
- 2013年 - 京都大学大学院工学研究科准教授[3]。
- 2021年 - 静岡県立大学薬学部教授[3][9][10]。
- 2021年 - 静岡県立大学大学院薬学研究院教授。

## 賞歴
- 2003年 - 井上研究奨励賞[14]。

### 註釈
1. ↑  京都大学は、2004年に国から国立大学法人京都大学に移管された。
2. ↑  総合研究大学院大学は、2004年に国から国立大学法人総合研究大学院大学に移管された。
3. ↑  静岡薬科大学は、静岡女子大学、静岡女子短期大学と統合され、1987年に静岡県立大学が設置された。